# Adolf Wagner (scrittore)
Adolf Wagner (Lipsia, 1774 – 1835) è stato un biografo tedesco.
Biografo di Ulrich von Hutten e Huldrych Zwingli, nel 1806 pubblicò un grande saggio sul raffronto tra poesia italiana trecentesca e letteratura tedesca di fine XVIII secolo e del primo XIX secolo.